# Lürssen Werft
Lürssen Werft — немецкая судостроительная компания, расположенная в Бремене.
Верфь основана в 1875 году. Компания строит суперяхты, военные корабли и суда специального назначения. Яхты компании выпускаются под брендом Lürssen Yachts.
С момента своего основания верфь спустила на воду более 13 000 судов.

## История

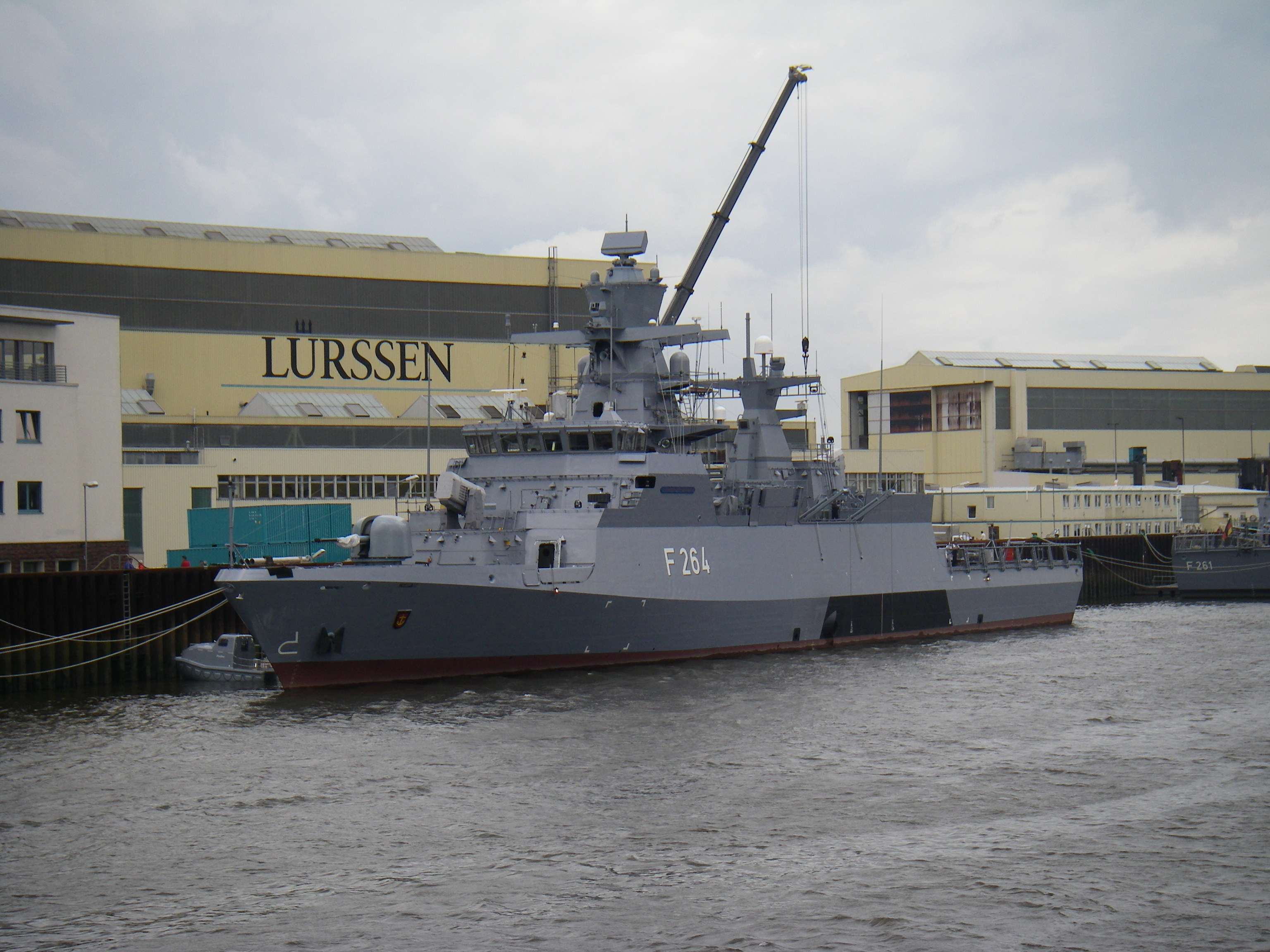
Корвет Ludwigshafen am Rhein (F 264)
у достроечной стенки Lürssen Werft, 2012 год

Верфь Lürssen является семейным бизнесом в 4 поколении.
27 мая 1875 года 24-летний Фридрих Люрссен открывает свою мастерскую в Аумунде, недалеко от Бремена. Фридрих Люрссен начал свой бизнес при технической поддержке пионеров автостроения — Готлиба Даймлера и Вильгельма Майбаха.
В 1883 году Люрссен начинает строить гоночные байдарки для бременских гребцов, а в 1886 году строит первую в мире моторную лодку: длина 6 метров, мощность мотора 1,5 л. с., и с 1890 года верфь выпускает моторные катера для спортклубов.
В 1904 году, с приобретением участка побережья в Бремене, компания впервые за свою историю получает прямой выход к воде.
В 1912 скоростной катер Lürssen выигрывает многие призы на престижных гонках в Монако.
С 1924 года компания начинает строить яхты, в её состав входят офисы в северном районе Бремена и производственные помещения в Лемвердере.
В 1939 году Герт Люрссен устанавливает рекорд скорости в 68,2 км/ч на своей гоночной дизельной лодке.
1948 год — компания восстанавливается после войны.
В 1979 компания приобретает верфь Burmester Werft недалеко от Бремена, в 1989 году — верфь Kroger Werft в Рендсбурге, а в 2001 году верфь Schweers Werth, основанную в 1836 году и построившую более 6500 судов.
В 1999 году компанией совместно с фирмой Howaldtswerke-Deutsche Werft (HDW) была построена для королевской семьи Саудовской Аравии 139-метровая суперъяхта Mipos (сейчас Al Salamah), являющаяся одной из самых высоких в мире — высота потолков на яхте превышает 4 метра.
В 2003 году совместно с HDW для Пола Алена построена 126-метровая яхта Octopus, и, по заказу Романа Абрамовича, 115-метровая Pelorus.
В 2004 году компания приобретает верфь Neue Jadewerft (Bremer Vulkan AG) в Вильгельмсхафене.

## Корабли и яхты построенные верфью

### Военные и специальные корабли
- 1927 — Oheka II — частная скоростная яхта германского банкира Отто Коха. Данная яхта послужила прототипом германских шнельботов (E-boats) времен Второй мировой войны.
- 1930 — S-1, первый в серии S(chnellboot).
- 1974 — два ракетно-артиллерийских катера типа «Интрепида» для ВМС Аргентины.
- 1973—1975 — восемь ракетных катеров типа «Тигр» для ВМФ Германии (в настоящее время находятся на вооружении ВМС Чили, ВМС Египта и ВМС Греции).
- 1992—1998 — четыре минных охотника Type 332 Frankenthal class для ВМФ Германии.
- 1997—2009 — девять ракетных катеров Kılıç Class для Военно-морских сил Турции.
- 2010 — четыре корвета класса Itjihad для Военно-морских сил Брунея.
- 2011 — три патрульных корабля класса Darussalam для Военно-морских сил Брунея.

В 2013 году планируется сдача ВМФ Германии корвета Ludwigshafen am Rhein (F 264).
Верфь участвует в строительстве к 2015 году пяти корветов типа «Брауншвейг».
В портфеле заказов верфи на 2016—2018 годы четыре фрегата Class F125 для ВМФ Германии.

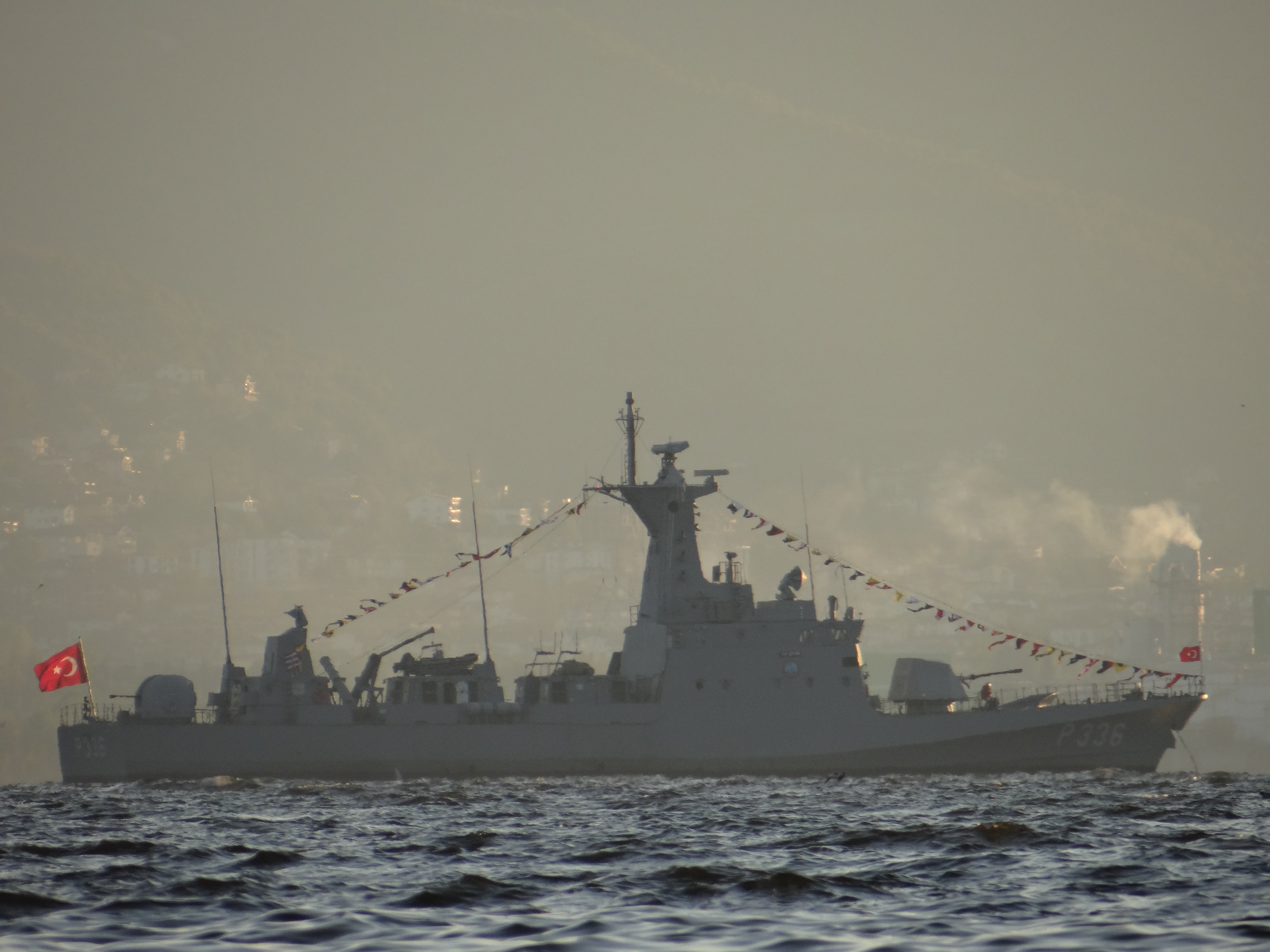
Турецкий ракетный катер «TCG Meltem» (P-334) класса Kılıç, построен верфью в 2004
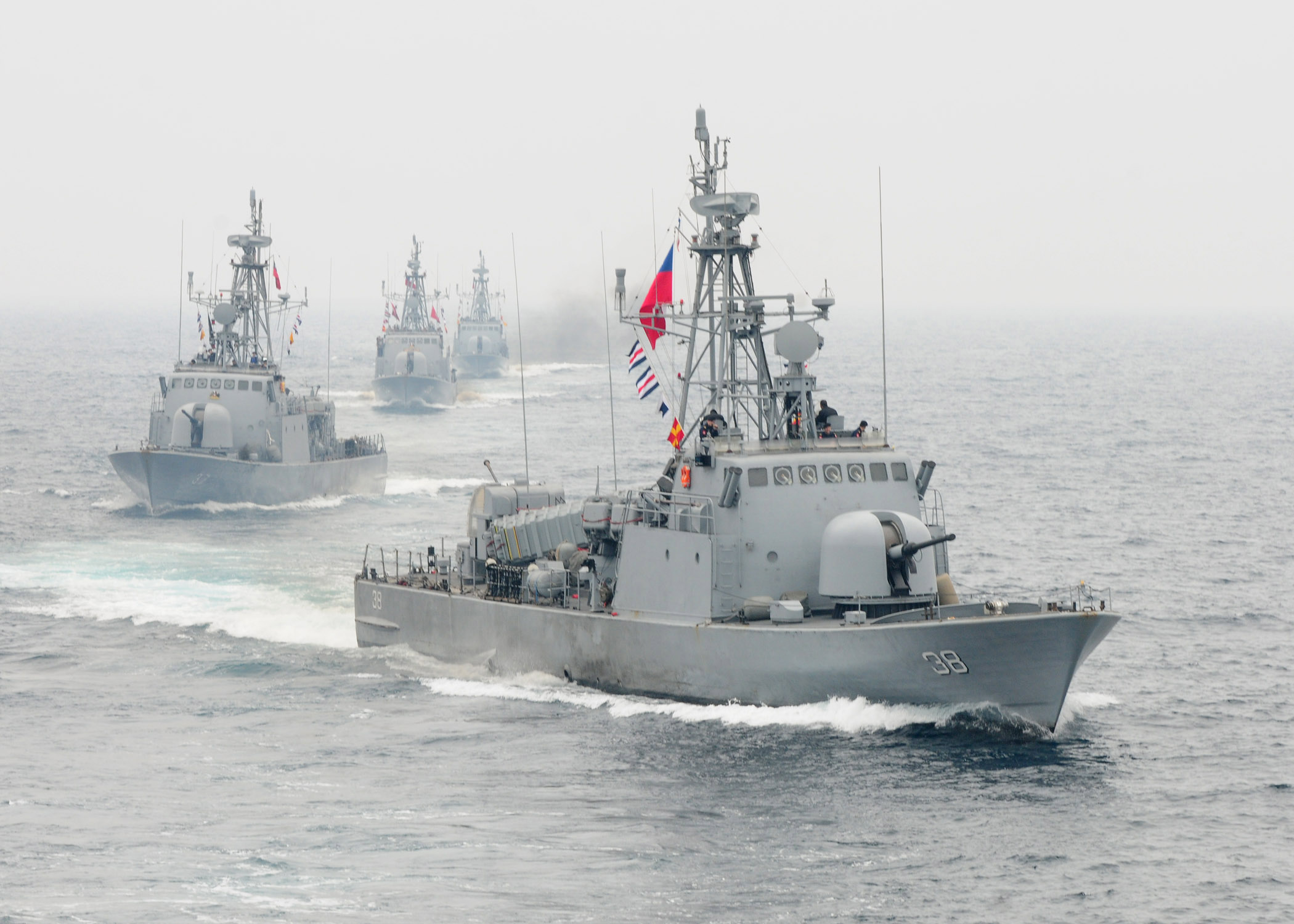
Ракетные катера типа 148 «Тигр» ВМС Чили, первые два LM 38 и LM 37 построены верфью в 1974—1975 годах
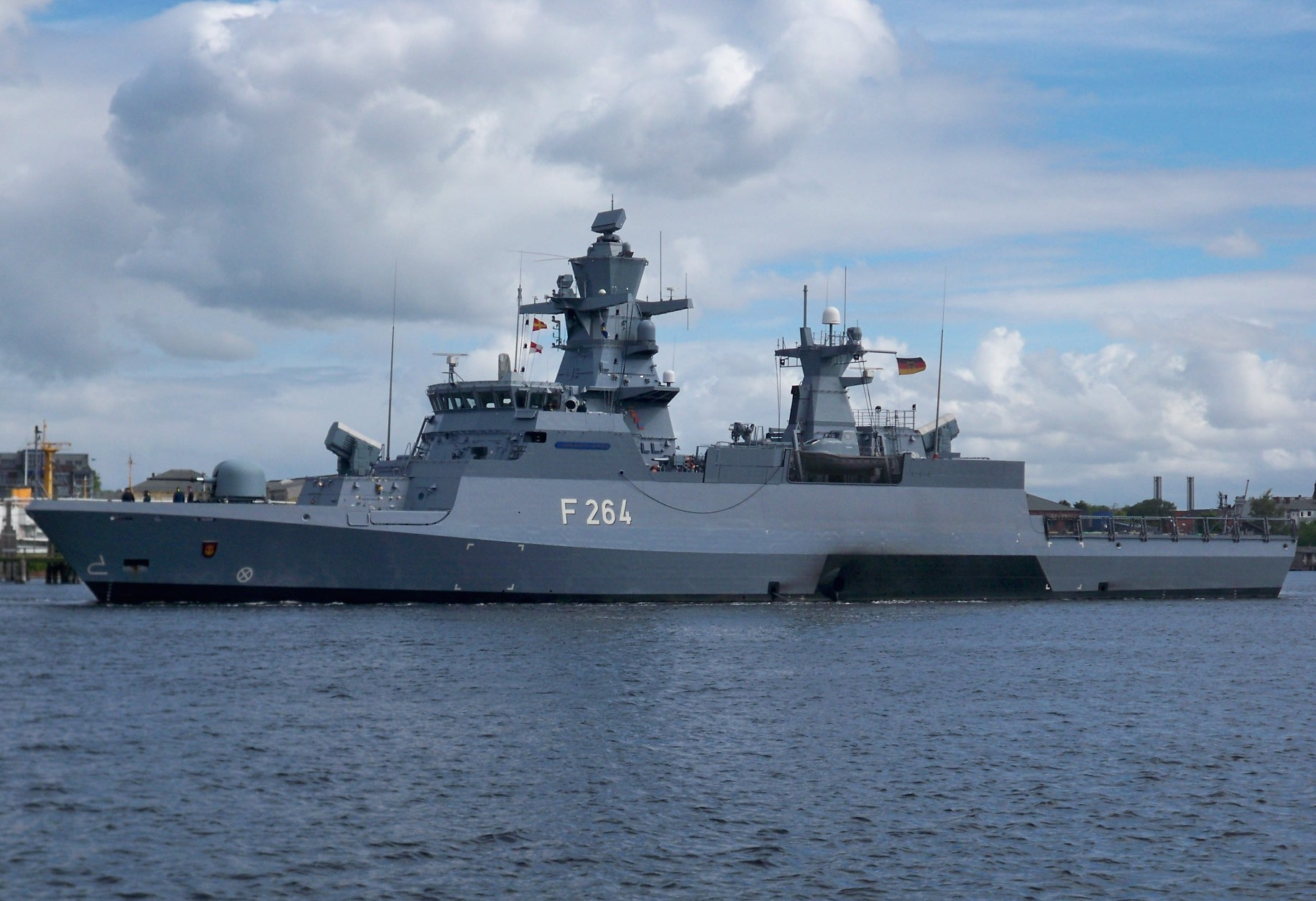
Корвет Ludwigshafen am Rhein (F 264), 2012 год
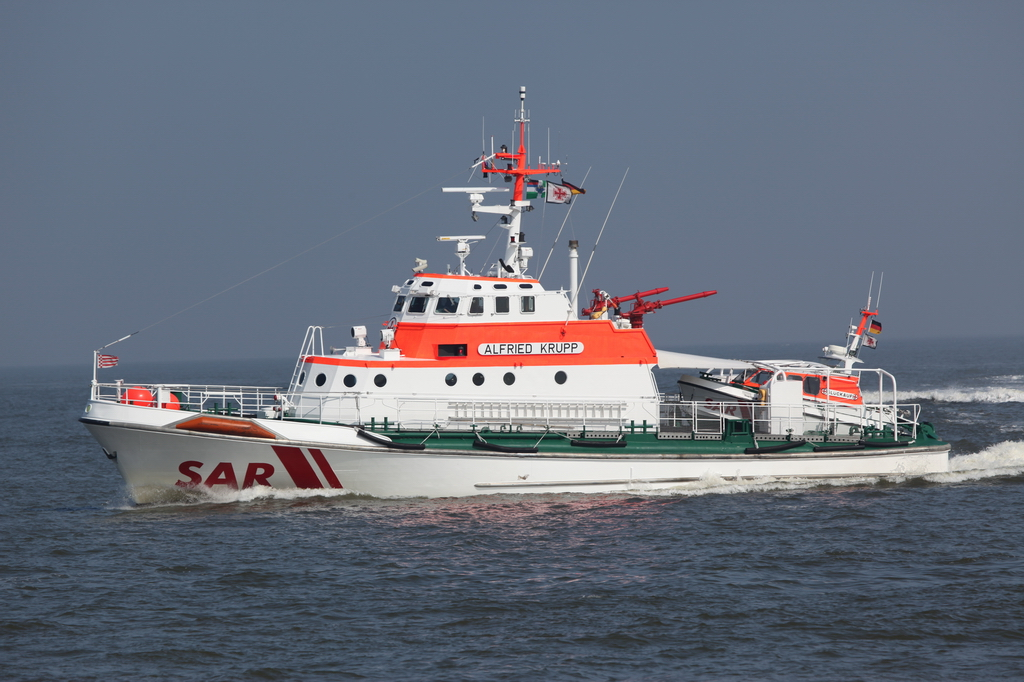
Пожарный катер «Альфред Крупп» 1988 года постройки, 2009 год

### Яхты
На верфи построено много моторных и парусных яхт класса люкс.
Яхты указаны выборочно (суперъяхты длиной более 100 метров):
- 2003 — Octopus — суперъяхта Пола Аллена длиной 126 м.
- 2004 — Rising Sun — суперъяхта Дэвида Геффена длиной 138 м.
- 2003 — Пелорус — моторная суперъяхта длиной 115 м.
- 2005 — Ice — яхта российского миллиардера Сулеймана Керимова длиной 90 м.
- 2006 — Eos — трехмачтовая парусная суперъяхта длиной 92 м.
- 2008 — Аль-Саид — яхта султана Омана Кабуса бен Саида, длина 155 м. На момент закладки яхта была второй по величине яхтой мира, сейчас переместилась на третье место.
- 2023 — Project Blue — 158-метровый секретный проект верфи Lurssen — один из самых крупномасштабных, сдача проекта владельцу 2023 г. Входит в список Самых больших проектов яхт мира[4].

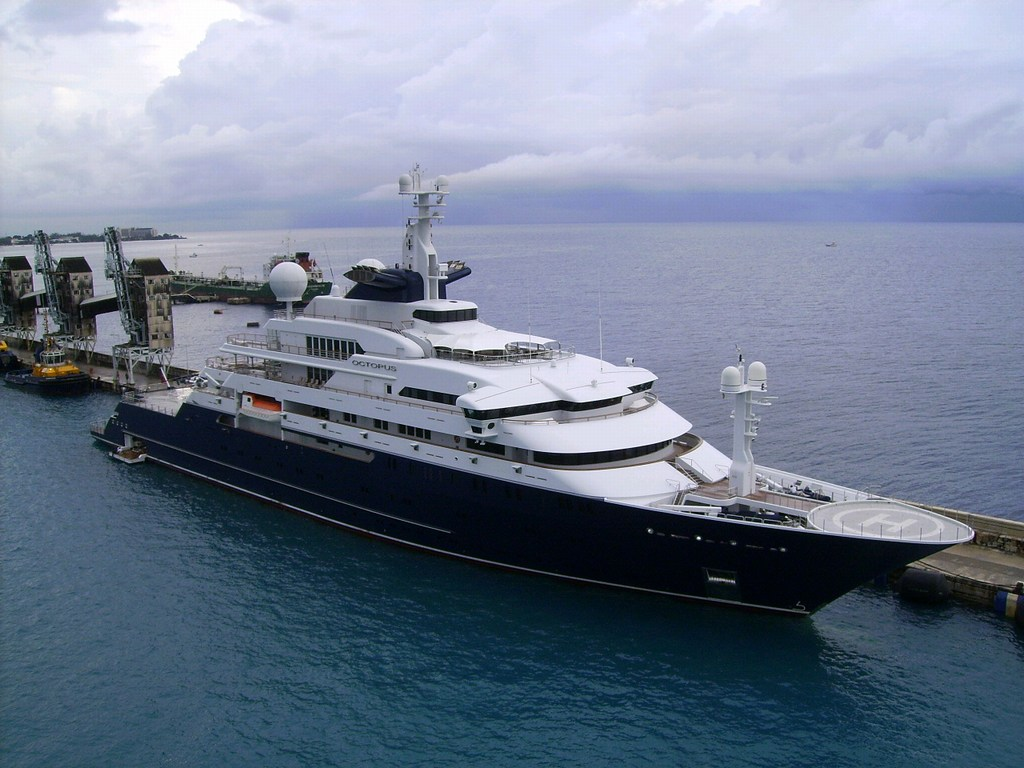
Яхта «Octopus»
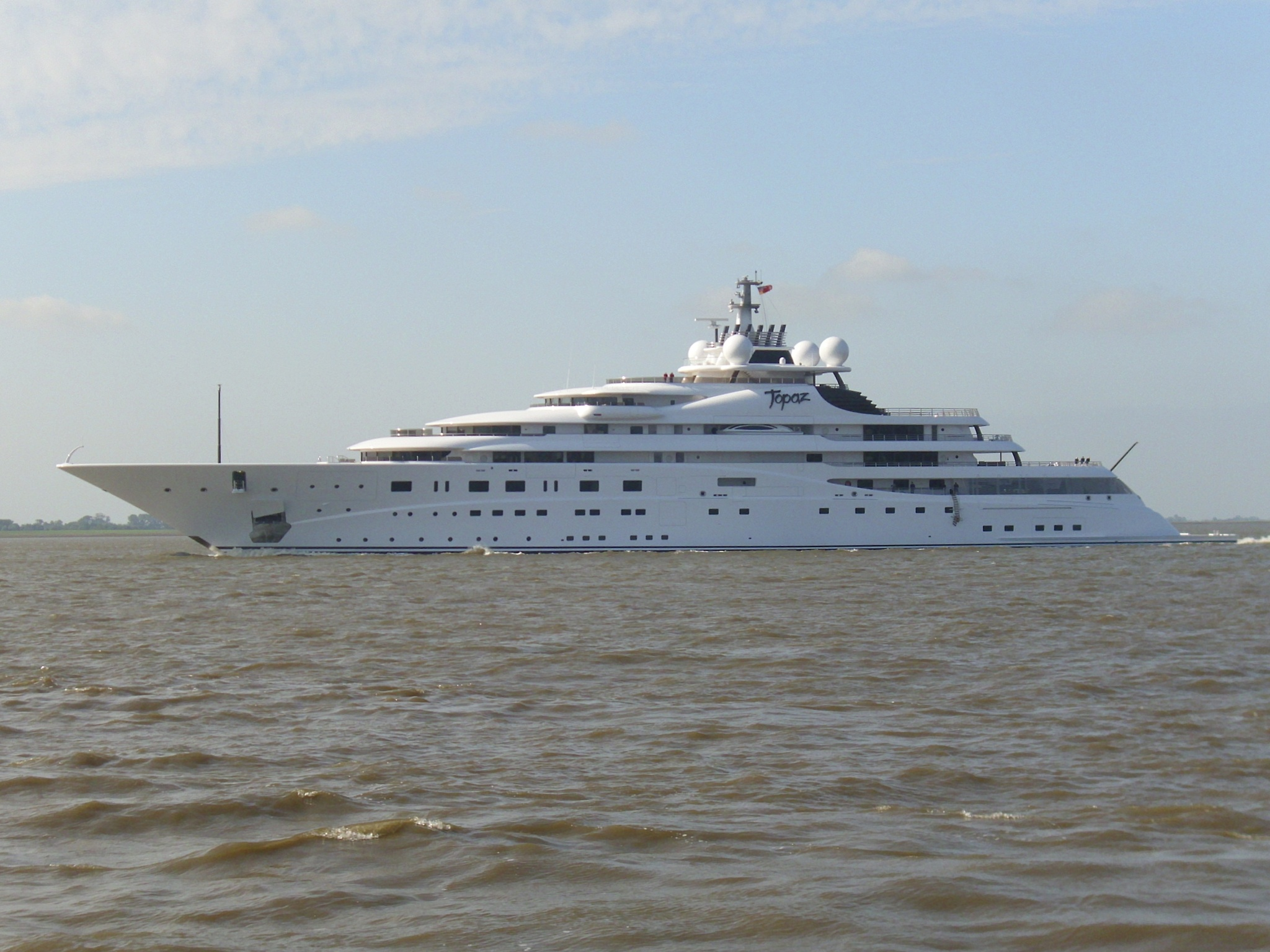
Яхта «Топаз»
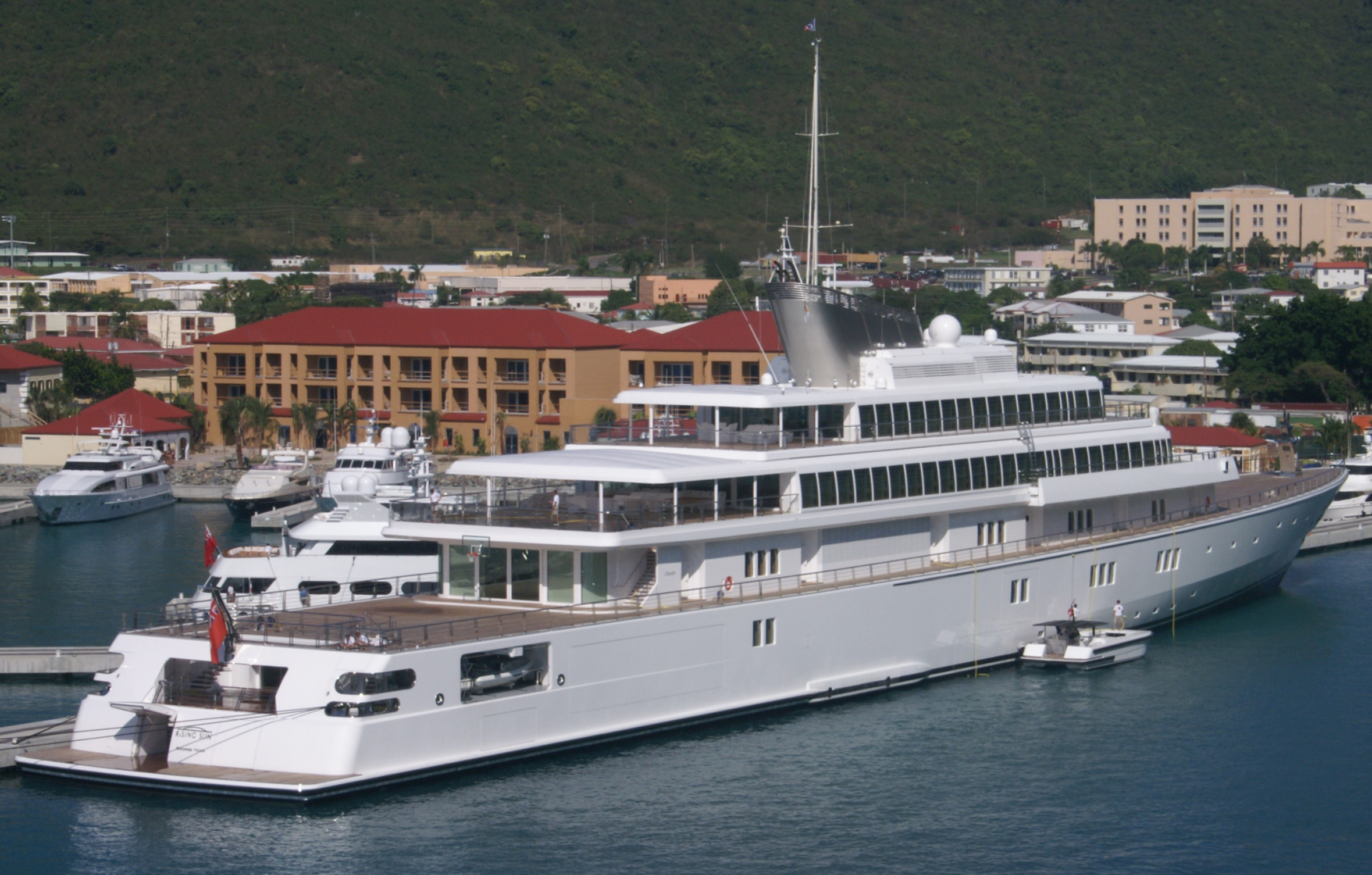
Яхта «Rising Sun»
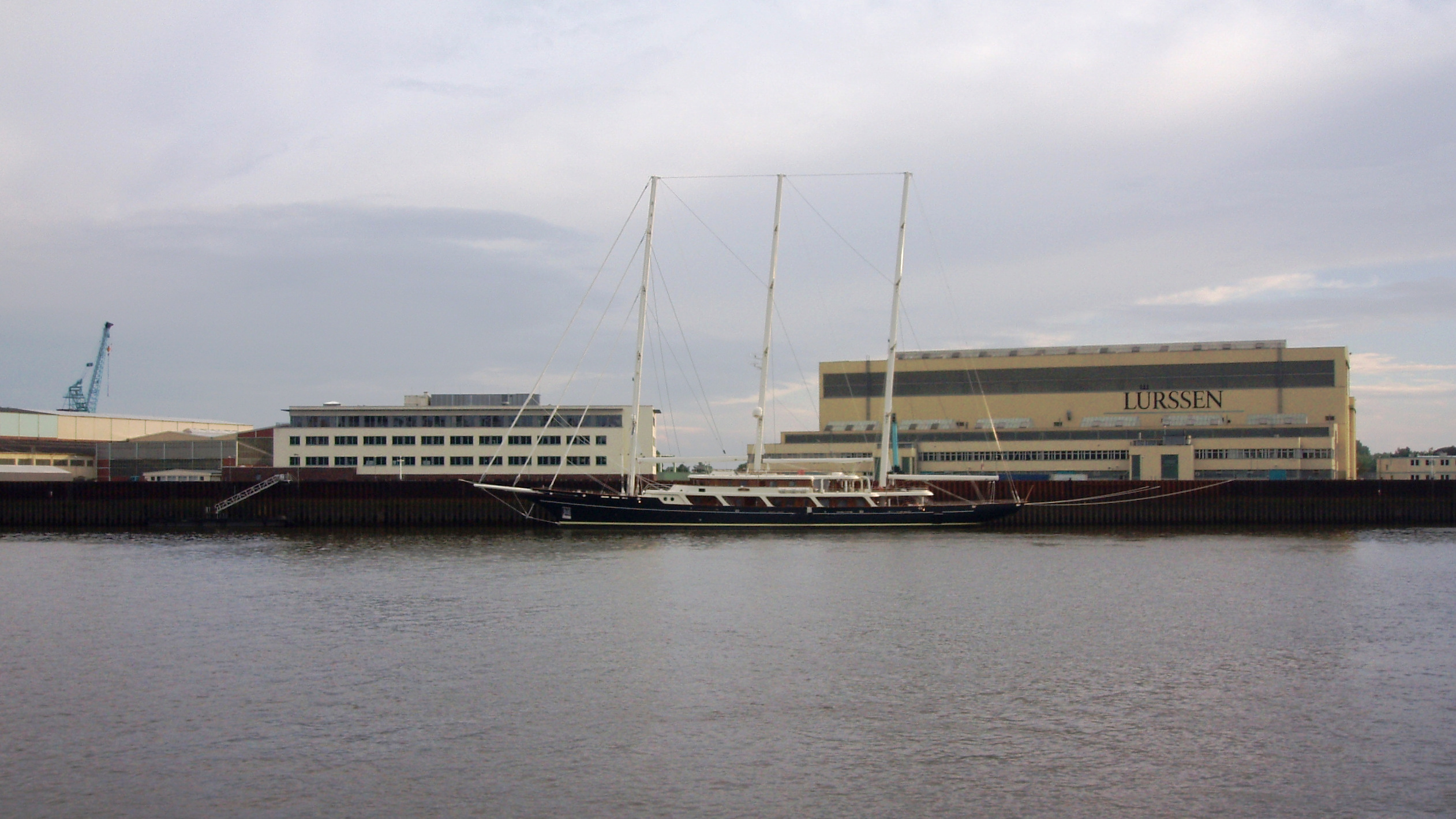
Яхта «Eos» на верфи Lürssen Werft, 2006 год